# Alijó (vila)
Alijó é uma vila histórica portuguesa sendo sede tanto da Freguesia de Alijó como do Município de Alijó, no Distrito de Vila Real, Região do Norte, sub-região do Douro, e que fazia parte da antiga província de Trás-os-Montes e Alto Douro.
A povoação de Alijó mantém o estatuto de vila e sede de concelho/município desde 1226. No início do século XII, D. Sancho II manda povoar a região de Alijó até então votada ao abandono, atribuindo-lhe carta de foral, em abril de 1226. D. Afonso III, em novembro de 1269, concede nova carta de foral, em Santarém, e D. Manuel I, no século XVI, cria nova carta de foral, datada de 10 de julho de 1514.
O Município de Alijó tem 297,60 km² de área e 11 942 habitantes (2011), estando subdividido em 14 freguesias.

## Património
- Pelourinho de Alijó
- Pousada do Barão de Forrester
- Câmara Municipal de Alijó

## Economia
O vinho é a produção dominante no município de Alijó sendo o município com maior área de vinha, como também em número de pipas de vinho do Porto produzido. Uma das marcas mais importantes é o Favaios, produzido a partir da casta moscatel.
A zona norte do município de Alijó tem aptidão para as actividades florestais, nomeadamente a pastorícia e caça, existindo cerca de duas dezenas de rebanhos com um número significativo de cabeças de gado, essencialmente virados para a produção de carne.

## Gastronomia
A gastronomia de Alijó inclui os enchidos, a caça, o cabrito no forno, o cordeiro de leite, carne de porco bísaro e o vinho.

## Personalidades ilustres
- Visconde de Alijó
- Visconde da Ribeira de Alijó

## Orago
A vila de Alijó pertence à Paróquia de Alijó que tem por orago Santa Maria Maior.